# Benedek Szabolcs Fekete

Bischofswappen von Benedek Szabolcs Fekete

Benedek Szabolcs Fekete (* 17. Dezember 1977 in Kőszeg) ist ein ungarischer römisch-katholischer Geistlicher und Weihbischof in Szombathely.

## Leben
Benedek Szabolcs Fekete besuchte von 1984 bis 1992 die Grundschule in Kőszegszerdahely und von 1992 bis 1996 das Benediktinergymnasium Gregor Czuczor in Győr. Anschließend studierte er Philosophie und Katholische Theologie am Priesterseminar in Budapest. Am 26. Juni 2002 empfing Fekete in der Kathedrale Mariä Heimsuchung in Szombathely das Sakrament der Priesterweihe für das Bistum Szombathely.
Fekete war zunächst als Pfarrvikar in Szentgotthárd tätig. Daneben erwarb er 2004 an der Katholischen Péter-Pázmány-Universität in Budapest ein Lizenziat im Fach Katholische Theologie. 2006 wurde Benedek Szabolcs Fekete Pfarrer in Csákánydoroszló und 2008 zudem Dechant des Dekanats Őrség. Ab 2009 war Fekete Pfarrer der Pfarrei Herz Jesu in Szombathely und Diözesankanzler. Von 2013 bis 2016 war er zusätzlich Pfarrer der Pfarrei St. Stephan in Szombathely. Ferner wirkte Benedek Szabolcs Fekete ab 2013 als Notar am Kirchengericht des Bistums Szombathely und ab 2019 zudem als Leiter der Abteilung für Familienpastoral.
Am 11. März 2022 ernannte ihn Papst Franziskus zum Titularbischof von Basti und zum Weihbischof in Szombathely. Der Erzbischof von Esztergom-Budapest, Péter Kardinal Erdő, spendete ihm am 18. April desselben Jahres in der Kathedrale Mariä Heimsuchung in Szombathely die Bischofsweihe; Mitkonsekratoren waren der Bischof von Győr, András Veres, und der Bischof von Szombathely, János Székely. Sein Wahlspruch Legeltesd bárányaimat! („Weide meine Lämmer!“) stammt aus Joh 21,15 .